# Dungeon Keeper 2
Dungeon Keeper 2 (рус. Хранитель Подземелья 2, или сокращённо DK2) — продолжение игры Dungeon Keeper, выпущенной компанией Bullfrog Productions и изданная компанией Electronic Arts. Девиз «It’s good to be bad!» (с англ. — «Хорошо быть плохим!») — вы снова становитесь злобным повелителем тёмных подземелий, властвуя и охраняя свои богатства.

## Сюжет
Игрок в лице хранителя подземелья должен захватить 20 портальных самоцветов (англ. portal gems) для того, чтобы открыть врата на поверхность — в мир героев. На каждом уровне можно захватить один самоцвет, охраняемый либо лордом, которого необходимо убить, либо другим хранителем подземелья, для победы над которым необходимо уничтожить его сердце подземелья.

## Игровой процесс
Игра представляет собой cимулятор бога с элементами стратегии в реальном времени. В самом начале игры хранитель имеет в своем распоряжении только одну комнату (если отстроенное подземелье не является частью задания) — сердце подземелья — потеря которой означает проигрыш, и четырёх импов. Хранитель может рыть коридоры и залы, указывая импам участки подземелья, которые необходимо разрыть и захватить. В пустом зале можно построить одну из комнат. Для строительства комнат, ловушек и других расходов требуется золото, разбросанное по карте в виде залежей. Как правило, на карте количество золота ограничено, что осложняет ведение затяжной войны, и лишь изредка можно найти неиссякаемые запасы самоцветов.
Для призыва существ необходимо найти и захватить портал. В зависимости от имеющихся у хранителя комнат, из портала будут вылезать те или иные существа. Основной особенностью игры является то, что существа в подземелье хранителя живут собственной жизнью и управлять ими большую часть игры не нужно. Тем не менее, от хранителя требуется, чтобы существа постоянно были довольны, иначе они могут сбежать обратно в портал или восстать против хранителя.
Любое существо можно подхватить и бросить в любую область своей части подземелья; поощрить или наказать. Кроме того, всем существам периодически необходимо выплачивать жалование.

### Существенные отличия от предыдущей части
- Полностью трёхмерная графика.
- Сердце подземелья теперь может хранить 16 тысяч золота. В первой части игрок, который потратил всё золото, не построив сокровищницы, больше не мог добывать и хранить золото.
- Появился второй счётный ресурс мана. Мана расходуется на применение заклинаний, на активные действия ловушек, содержание импов и ловушек. Ману приносит принадлежащая игроку территория и источники маны, а также молитвы существ в храме. Есть ограничение как на общее количество маны (200 000 единиц), так и на скорость прироста (500 единиц в секунду). Источники маны позволяют увеличивать максимальную скорость прироста на 100 единиц в секунду каждый.
- Смерть существа не наступает после утраты всего здоровья: некоторое время оно лежит неподвижно (на грани жизни и смерти); если за это время имп успеет перенести существо в логово — оно начнёт восстанавливать своё здоровье, если существо окажется на вражеской территории — вражеские импы перенесут его в свою тюрьму, если существо так и останется лежать — оно умрёт окончательно, превратившись в гниющий труп, годный только к перемещению на кладбище.
- Импам больше не требуется тренировка для продвижения в уровнях. Теперь они получают опыт, выполняя свои обязанности в подземелье. Также, импы со временем восстанавливают своё здоровье.
- Посещая зал тренировок, бойцы могут достичь лишь 4-го уровня; сражаясь между собой на боевой арене — 8-го уровня. Максимальный 10-й уровень существа могут получить только в бою с врагом. В режиме вселения опыт зарабатывается заметно хуже.
- Было добавлено несколько новых комнат (казино и боевая арена), появилось два типа моста (деревянный и каменный). Убрали комнату Свалка (англ. Scavenger room).
- Рогатый больше не живёт в подземелье. Теперь его можно вызвать за огромную плату маной до 4 раз за уровень, если хотя бы на одну четверть заполнен особый амулет.
- Многие заклинания были переделаны: теперь их можно улучшать после исследования всех основных заклинаний. Усилить заклинание за счёт увеличения его стоимости уже нельзя.
- Мастерская теперь изготавливает ловушки и двери на заказ хранителя. Для содержания построенных ловушек необходима мана.
- Убраны настройки поведения: теперь нельзя приказать добивать противника, нельзя приказать убегать от драки, нельзя приказать не трогать существ того или иного хранителя. Импы стремятся захватить любое доступное пространство, что обычно приводит к началу конфликтов.
- Импы могут разрушать чужие укреплённые стены (в настройках карты эту возможность можно отключить).
- Теперь сбрасываемые хранителем твари оглушаются при падении, и им нужно некоторое время, чтобы прийти в себя, поэтому сбрасывать своих существ прямо врагам на голову уже не так эффективно. Некоторые из них не оглушаются по случайному принципу, однако склонны уходить по своим делам, не сразу замечая противника.

## Существа

### Характеристики существ
У всех существ есть свои особенности, умения и навыки. Над всеми существами отображается показатель их уровня. Максимальный уровень, которого может достигнуть существо, десятый. С увеличением уровня, существа получают новые умения, а их атака становится сильнее. Например, импы на высоких уровнях могут переносить больше золота за один раз, быстрее перемещаться, а на восьмом уровне телепортироваться.
Все существа в игре имеют боевые и мирные роли.
- Боевые роли:
  - блокирующий — существо эффективно в ближнем бою в качестве основной ударной силы;
  - фланговый — существо эффективно только вместе с группой блокирующих существ;
  - блиц — аналогично фланговому бойцу, но имеет сильный коронный удар, которым может пользоваться редко;
  - поддержка — существо эффективно в дальнем бою;
  - разведка — существо эффективно для разведки территории.
- Гражданские роли:
  - исследователь заклинаний;
  - работник в мастерской;
  - охранник в зале стражи;
  - пытки пленённых.

## Оценки
| Сводный рейтинг | Сводный рейтинг |
| Агрегатор       | Оценка          |
| --------------- | --------------- |
| GameRankings    | 82,01 %         |

## Dungeon Keeper 3
В дополнениях к игре есть трейлер к третьей части Хранителя Подземелий. В нём Рогатый выходит на поверхность и далее следуют слова: «The time has cometh. A World of Heroes awaits. A New beginning unfolds» (рус. Время пришло. Мир Героев ждёт. Грядёт новое начало). Собственно, это всё, что известно об этом проекте. В 2000 году, в связи с переориентацией Bullfrog на игровые консоли, проект был заморожен EA. Никаких демоверсий, скриншотов и пресс-релизов ни от Bullfrog, ни от EA не последовало.
Согласно словам Питера Молинье, создателя серии Dungeon Keeper, он мог бы продолжить серию DK, но права на имя Dungeon Keeper 3 принадлежат EA и неизвестно, будут ли намерения создать третью часть. В данный момент фанатами игры создана петиция за выпуск DK3.
В некотором роде перерождением серии DK можно считать игру Dungeons компании Realmforge Studios, разработчики подтверждают, что вдохновились именно игрой Dungeon Keeper 2.
2 апреля 2015 года вышла игра War for the Overworld, которая во многом повторяет сеттинг игры Dungeon Keeper 2.